# 원심클러치

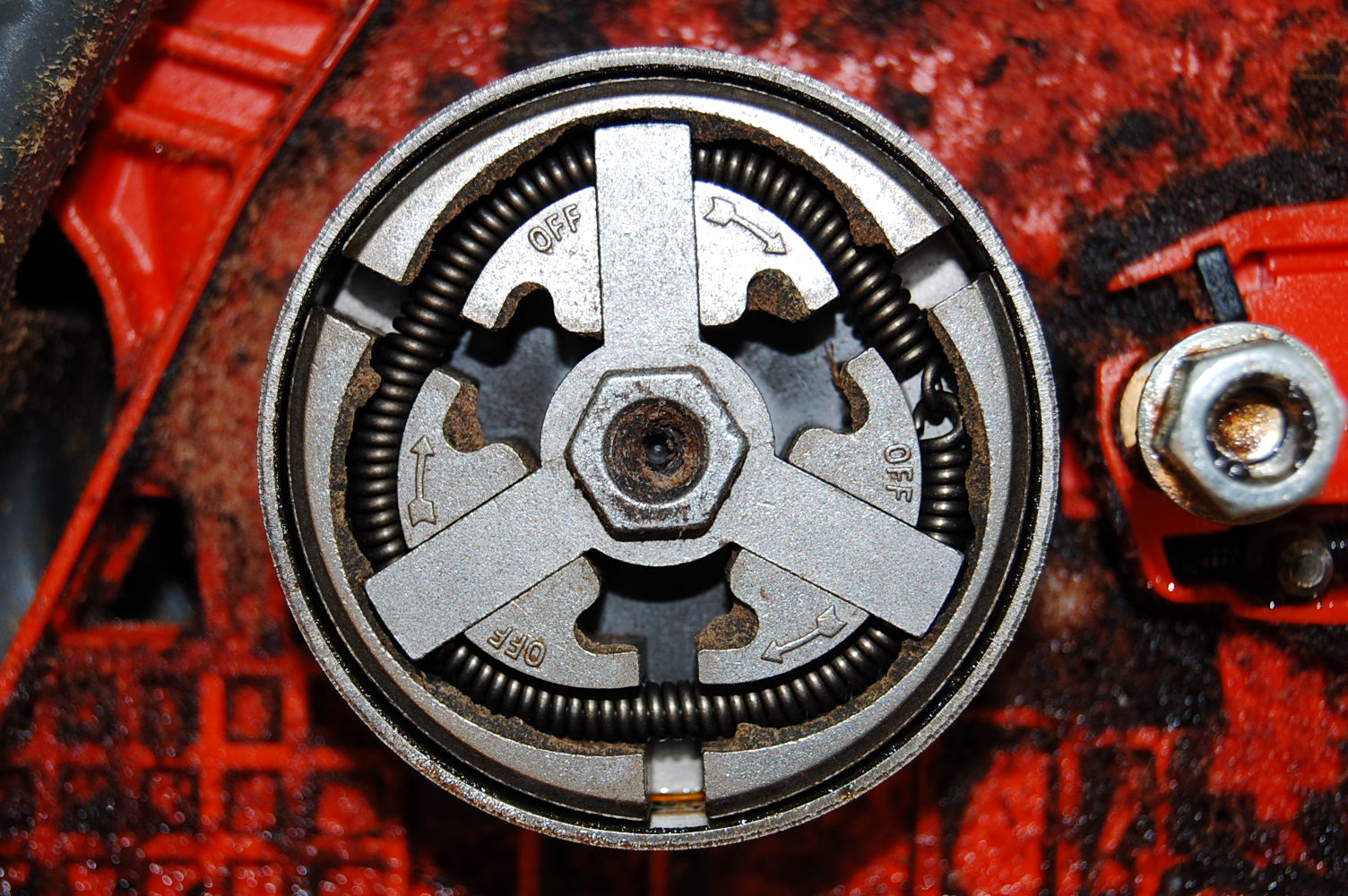

원심클러치(Centrifugal clutch)는 운영에 원심력을 사용하는 자동 클러치이다. 예초기, 고카트, 체인톱, 일부 파라모터와 보트에서 출력 샤프트 속도가 느려지거나 급작스럽게 멈출 때 기관이 중단되는 것을 막기 위해, 그리고 기동과 유휴 시 부하를 제거하기 위해 사용된다. 유체 커플링에 의해 구식이 되었다.

## 역사
원심클러치는 1858년 전에 철로 이동용으로 사용되었으며 1899년 전기 모터와 관련한 특허가 발행되었다.